# 黛安娜·伯奇
黛安娜·伯奇（英語：Dianne Burge，1943年10月9日—），澳大利亚女子田径运动员。她曾代表澳大利亚参加1966年大英帝国和英联邦运动会田径比赛，获得三枚金牌。她也曾参加1964年和1968年夏季奥林匹克运动会。